# Julianów (powiat konecki)
Julianów – wieś w Polsce położona w województwie świętokrzyskim, w powiecie koneckim, w gminie Fałków.
Sołectwo dla tej wsi znajduje się we wsi Wąsosz.
W latach 1975–1998 miejscowość należała administracyjnie do województwa piotrkowskiego.